# Nevėžis
Nevėžis er med sine 209 km den sjette længste flod i Litauen og en af de vigtigste bifloder til Nemunasfloden. Nevėžis har både sit udspring og udløb indenfor i Litauen. Det er den anden længste flod, efter Šventoji, der udelukkende løber i Litauen. Den udspringer i Anyksciai distriktskommune og løber først i nordvestlig retning, ved Panevėžys drejer den mod sydvest, passerer Kėdainiai og flyder ind i Nemunas lige vest for Kaunas i nærheden Raudondvaris.

## Navn
Der er en populær misforståelse, at navnet Nevėžis betyder "floden uden flodkrebs", da "vėžys" er det litauiske ord for krebs og "ne" betyder "nej". Faktisk er Nevėžis kendt for sine mange forskellige dyr, også krebs. Navnet stammer fra et sanskritordet "vaagh", der betyder "at suse/susen" med negationen "ne" tilføjet fordi floden er langsomtflydende og uden turbulens, en følge af at Nevėžis har den laveste faldhøjde af floder i Litauen og har mange slyngninger.
Flodens navn benyttes i mange sammenhænge. Panevėžys', den femte største by i Litauen, navn betyder "[byen] nær Nevėžis". FK Nevėžis og KK Nevėžis er også opkaldt efter floden. Nevėžis er vigtig i Litauens kultur, da den løber gennem det centrale Litauen. I middelalderen blev floden betragtet som den naturlige grænse mellem de to regioner Žemaitija og Aukštaitija.

## Naturen
Nevėžis har omkring halvfjerds bifloder. Bifloden Šušvė er den 14. længste flod i Litauen.
I 1992 blev Krekenava regionalpark etableret med henblik på at bevare økosystemet og de naturlige omgivelser i den midterste del af Nevėžis' løb. Parken er bemærkelsesværdig, fordi man fremavler og forsøger at beskytte vinsenten mod udryddelse.
Selvom to kanaler leverer vand til Nevėžis er floden meget lavvandet i tørre somre. Normalt er den mellem 4 og 9 meter dyb. I de senere år er græskarper blevet udsat i floden for at begrænse grøden. Nevėžis var, på grund den store tilstrømning af gødningsstoffer fra landbruget, den lave vandstand og langsomme strøm, ved at blive mere og mere tilgroet med grøde. Håbet var at udsættelse af græskarper ville bremse denne proces. Kritikere hævdede at fiskene ikke ville overleve i det kolde klima, imidlertid fanger de lokale fiskere stadig karper, der blev udsat for adskillige år siden.

## Kanaler
Nevėžis er forbundet med to andre store floder af kanaler.
For at reducere oversvømmelser af op til 20 landsbyer ved kraftige regnskyl langs Lėvuofloden blev det i 1920'erne besluttet at grave en 8 km lang kanal der forbinder Lėvuo med Nevėžis. Et udkast til forbinde floderne blev allerede fremsat i 1797. Placeringen af kanalen var meget bekvem da Nevėžis for omkring 9.000 år siden var en biflod til Lėvuo, landet mellem floderne er lavt og der er en lille å, Sanžilė, der kunne danne grundlag for den nye kanal. Sanžilėkanalen stod færdig i 1930.
I 1963-1964 blev der gravet en kanal på 12 km for at kunne anvende vand fra Šventoji til sikring af vandgennemstrømningen i Nevėžis. Vandet blev pumpet gennem kanalen til Nevėžis. Imidlertid overføres der ikke længere vand til Nevėžis da det var for dyrt, ineffektivt og krænkede Den Europæiske Unions miljøregler.
I 1800-tallet betød tyskernes kontrol over Nemunas udløb hindringer for handelen, de russiske myndigheder var derfor på udkig efter muligheder for direkte skibstrafik fra Nemunas til havnen i Riga. Planen blev opgivet på grund af utilstrækkelige midler. Planerne blev revideret i 1914, men byggeriet blev afbrudt af første verdenskrig.